# Portarlington
Portarlington (Cúil an tSúdaire en irlandés) es un pueblo en la frontera entre los condados de Laois y Offaly en Irlanda. El pueblo, según el censo nacional de Irlanda (2006), tiene una población de 7.092 (5.054 en Laois y 2.038 en Offaly).
Situado en el centro de la provincia de Leinster y a orillas del río Barrow (An Bhearú en irlandés), fue fundada en el año 1666 por Sir Henry Bennet, Secretario del Interior del Rey Carlos II de Inglaterra.
Portarlington es un punto focal en la red ferroviaria irlandesa, siendo situado cerca de una ensambladura para los servicios al oeste (Galway, Mayo), al sur (Cork, Limerick, Tralee) y al este (Dublín, Kildare).